# Michael Morpurgo
Michael Morpurgo, OBE (Saint Albans (Hertfordshire), 5 d'octubre de 1943) és un autor, poeta i autor teatral anglès. És conegut per les seves novel·les juvenils, particularment per War Horse (1982), que va ser portada al cinema per Steven Spielberg (War Horse) i en la que relata les aventures d'un cavall durant la Primera Guerra Mundial. Morpurgo va ser el tercer Children's Laureate, de 2003 a 2005.

## Vida i obra
Morpurgo és fill biològic de l'actor anglès Tony Van Bridge, tot i que ell no fou conscient d'aquest fet fins als 19 anys. La seva mare conegué Jack Morpurgo, de qui Michael porta el cognom, durant la segona guerra mundial, mentre Bridge era absent i s'hi casà posteriorment. Morpurgo va estudiar al King's College de Londres i a la Reial Acadèmia Militar de Sandhurst, però no seguí una carrera militar. En lloc d'això, fou professor d'escola primària, on descobrí la seva vocació com a escriptor per a infants.
Morpurgo, junt amb la seva dona Clare Lane, filla del fundador de Penguin Books, Allen Lane, va retirar-se a viure Iddesleigh (Devon) on van fundar el projecte Farms for City Children (Granges per a infants urbans) per donar l'oportunitat de passar una setmana en una granja, fent activitats i vivint una experiència en la natura, a infants de les zones urbanes menys afavorides. Actualment aquesta obra benèfica gestiona tres granges i ha acollit més de 90.000 infants.
En la faceta d'escriptor, ha estat important l'amistat de Morpurgo amb Ted Hughes, que era veí seu. D'una conversa amb aquest poeta sorgí la idea de crear els premis Children's Laureate.

## Publicacions
Morpurgo és un autor prolífic amb més d'un centenar de títols. Moltes de les seves històries estan protagonitzades per infants que superen dificultats i viuen aventures, gairebé sempre amb l'ajuda i companyia d'animals amb qui estableixen una relació estreta. Moltes s'emmarquen en un fet històric del segle xx, com la primera o segona guerres mundials. Ha estat també autor d'antologies i de versions d'obres clàssiques per a joves (com el Beowulf o el Sir Gawain and the Green Knight). Alguns dels seus llibres, no gaires, s'han traduït al català.
- It Never Rained: Five Stories (1974)
- Living Poets (curador, amb Clifford Simmons) (1974)
- Long Way from Home (1975)
- Thatcher Jones (1975)
- The Story-Teller (curador, amb Graham Barrett) (1976)
- Friend or Foe (1977)
- Do All You Dare (1978)
- What Shall We Do with It? (1978)
- All Around the Year (amb Ted Hughes) (1979)
- Love at First Sight (1979)
- That's How (1979)
- The Day I Took the Bull By the Horn (1979)
- The Ghost-Fish (1979)
- The Marble Crusher and Other Stories (1980)
- The Nine Lives of Montezuma (1980) (protagonitzada per un gat d'una granja)
- Miss Wirtle's Revenge (1981)
- The White Horse of Zennor: And Other Stories from below the Eagle's Nest (1982)
- War Horse (1982) (cat. Cavall de guerra)
- Little Foxes (1984) (un nen supera les seves dificultats i el seu tartamudeig ajudant uns cadells de guineu)
- Why the Whales Came (1985)
- Words of Songs (libretto, música de Phyllis Tate) (1985)
- Tom's Sausage Lion (1986)
- Conker (1987)
- Jo-Jo, the Melon Donkey (1987)
- King of the Cloud Forests (1988)
- Mossop's Last Chance (amb Shoo Rayner) (1988)
- My Friend Walter (1988)
- Albertine, Goose Queen (amb Shoo Rayner) (1989)
- Twist of Gold (1989)
- Mr. Nobody's Eyes (1989)
- Jigger's Day Off (amb Shoo Rayner) (1990)
- Waiting for Anya (1990) (situada a Lascun, on un nen pastor fa amistat amb un jueu que passa fugitius del nazisme cap a Espanya)
- And Pigs Might Fly! (amb Shoo Rayner) (1991)
- Colly's Barn (1991)
- The Sandman and the Turtles (1991)
- Martians at Mudpuddle Farm (amb Shoo Rayner) (1992)
- The King in the Forest (1993)
- The War of Jenkins' Ear (1993)
- Arthur, High King of Britain (1994)
- Snakes and Ladders (1994)
- The Dancing Bear (1994)
- Blodin the Beast (1995)
- Mum's the Word (amb Shoo Rayner) (1995)
- Stories from Mudpuddle Farm (amb Shoo Rayner) (1995)
- The Wreck of the Zanzibar (1995) (cat. El naufragi del Zanzibar)
- Robin of Sherwood (1996)
- Sam's Duck (1996)
- The Butterfly Lion (1996)
- The Ghost of Grania O'Malley (1996)
- Farm Boy (1997) (seqüela de War Horse)
- Cockadoodle-doo, Mr Sultana! (1998)
- Escape from Shangri-La (1998)
- Joan of Arc (1998)
- Red Eyes at Night (1998)
- Wartman (1998)
- Kensuke's Kingdom (1999) (cat. El regne de Kensuke) (un nen naufraga en una illa del Pacífic on troba un supervivent japonès de la segona guerra mundial)
- The Rainbow Bear (1999)
- Wombat Goes Walkabout (1999)
- Billy the Kid (2000)
- Black Queen (2000)
- Dear Olly (2000)
- From Hereabout Hill (2000)
- The Silver Swan (2000)
- Who's a Big Bully Then? (2000)
- More Muck and Magic (2001)
- Out of the Ashes (2001)
- Toro! Toro! (2001)
- Cool! (2002)
- Mr. Skip (2002)
- The Last Wolf (2002)
- The Sleeping Sword (2002) (cat. L'espasa adormida)
- Gentle Giant (2003)
- Private Peaceful (2003) (dos germans viuen junts la seva infància abans de participar en la Primera Guerra Mundial)
- Dolphin Boy (2004) (cat. El dofí d'en Lluís)
- Sir Gawain and the Green Knight (2004)[3]
- The Orchard Book of Aesop's Fables (2004), il·lustrat per Emma Chichester Clark[4]
- I Believe in Unicorns (2005)
- The Amazing Story of Adolphus Tips (2005)
- War: Stories of Conflict (curador) (2005)[5]
- Albatross (2006)
- It's a Dog's Life (2006)
- Alone on a Wide, Wide Sea (2006) (un orfe anglès és portat a Austràlia el 1947)
- Beowulf (2006), il·lustrat per Michael Foreman
- Born to Run (2007)
- The Mozart Question (2007)
- Hansel and Gretel (2008)
- This Morning I Met a Whale (2008)
- Kaspar: Prince of Cats (2008)
- The Voices of Children (2008) (obra de teatre)
- The Birthday Book (editor, amb Quentin Blake) (2008)
- Running Wild (2009) (un elefant salva amb el seu instint el nen que el munta del tsunami de 2004)[6]
- The Kites Are Flying! (2009)[7]
- An Elephant in the Garden (2010)
- Not Bad for a Bad Lad (2010)[8]
- Shadow (2010)[9]
- Little Manfred (2011)[10]
- The Pied Piper of Hamelin (2011)[11]
- Sparrow: The True Story of Joan of Arc (2012)[12]
- Outlaw: The Story of Robin Hood (2012)[13]
- Homecoming (2012)[14]
- Where My Wellies Take Me (amb Clare Morpurgo) (2012)[15]
- A Medal For Leroy (2012)[16]
- Beauty And The Beast  (2013)[16]
- Pinocchio By Pinocchio  (2013)[16]
- The Goose is Getting Fat (2013)[17]
- All I Said Was (2014)[18]
- Half a Man (2014)[19]
- Listen to the Moon (2014)[20]
- Mini Kid (2014)[21]
- Such Stuff: A Story-Maker's Inspiration (2016)[22]
- Didn't we have a lovely time! (2016) (amb il·lustracions de Quentin Blake) (cat. Que bé que ens ho hem passat!)
- The Fox and the Ghost King (The Timeless Tale Of An Impossible Dream) (2016)[23]

## Premis
- 1993 Prix Sorcières (França): King of the Cloud Forests
- 1995 Whitbread Children's Book Award: The Wreck of the Zanzibar
- 1996 Nestlé Smarties Book Prize (Gold Award): The Butterfly Lion
- 1999 Prix Sorcières (França): Wombat Goes Walkabout
- 2000 Red House Children's Book Award: Kensuke's Kingdom
- 2001 Prix Sorcières (França): Kensuke's Kingdom
- 2002 Nestlé Smarties Book Prize (Bronze Award): The Last Wolf
- 2004 Red House Children's Book Award: Private Peaceful
- 2005 Blue Peter Book of the Year Award: Private Peaceful
- 2005 Hampshire Book Award: Private Peaceful
- 2006 Prix Ado-Lisant (França): Private Peaceful
- 2008 California Young Reader Medal: Private Peaceful

Morpurgo ha estat Children's Laureate de 2003 a 2005. També ha rebut el títol de membre de l'Orde de l'Imperi Britànic (1999), amb la seva dona, pel projecte Farms for City Children per "serveis per als joves" i el 2006 en fou elevat a oficial pels seus "serveis a la literatura"; ha estat també nomenat cavaller de la francesa Ordre des Arts et des Lettres.